# Modelado de desempeño de pavimento

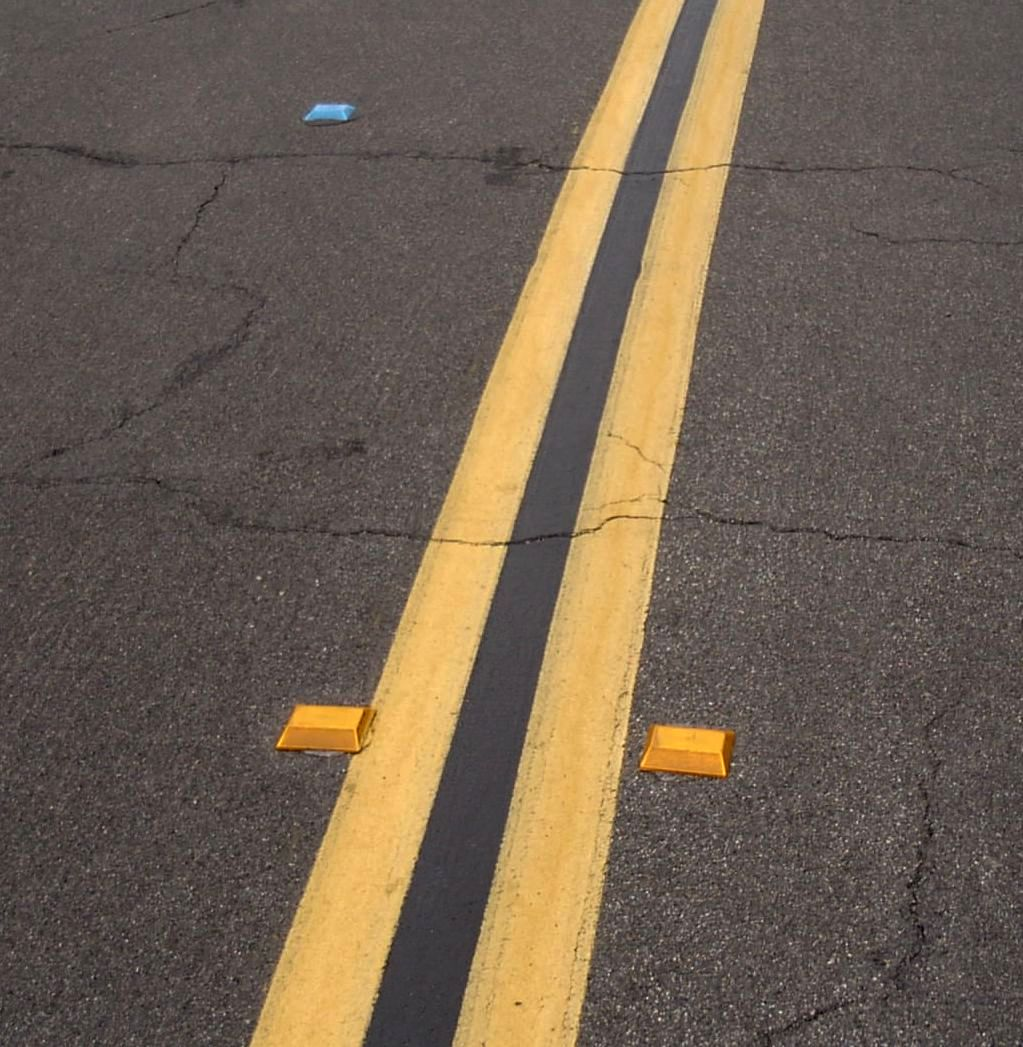
una carretera de asfalto agrietada

El modelado del rendimiento del pavimento es el estudio del deterioro del pavimento a lo largo de su ciclo de vida. La salud del pavimento se evalúa utilizando diferentes indicadores de desempeño. Algunos de los indicadores de rendimiento más conocidos son el índice de condición del pavimento (PCI), el índice de rugosidad internacional (IRI) y el índice de capacidad de servicio actual (PSI). Entre los métodos más utilizados para modelar el rendimiento del pavimento se encuentran los modelos mecanicistas, mecanicista-empíricos, curvas de supervivencia y modelos de Markov. Recientemente, los algoritmos de aprendizaje automático también se han utilizado para este propósito.

## Historia
El estudio del rendimiento del pavimento se remonta a la primera mitad del siglo XX. Los primeros esfuerzos en el modelado del desempeño del pavimento se basaron en modelos mecanicistas. Los investigadores posteriores también desarrollaron modelos empíricos, que no se basaban en la estructura del pavimento. Desde principios de la década de 1990, los modelos mecanicista-empíricos se hicieron populares. Estos modelos combinan características mecanicistas y empíricas mediante regresión lineal. En Norteamérica, AASHTO desarrolló una directriz basada en métodos mecanicista-empíricos.

## Causas del deterioro
El deterioro de las carreteras está influenciado por muchos factores. Estos factores se pueden clasificar en algunas categorías: diseño y construcción, tipo de material, condiciones ambientales y factores administrativos y operativos.

### Condiciones ambientales y clima
Algunos de los factores ambientales más importantes son los ciclos de congelación-descongelación, la temperatura máxima y mínima y la precipitación.

### Tipo de material
El tipo de material es uno de los factores más importantes que afectan el deterioro del pavimento. En general, los pavimentos de hormigón son más duraderos en climas cálidos y los pavimentos de asfalto son más resistentes al clima frío. Dentro de un cierto tipo de camino (hormigón, asfalto o grava), el espesor de las capas y el tipo de materiales utilizados en la base, subbase y capa de pavimento son importantes. A veces, estos atributos se expresan mediante una medida agregada denominada equivalencia de base granular.